# Тецлафф, Тед
Тед Тецлафф (англ. Ted Tetzlaff; 3 июня 1903 — 7 января 1995) — американский кинооператор и кинорежиссёр, более всего известный своими работами 1930-40-х годов.
«Тецлаф был хорошо известным и уважаемым кинооператором, который работал более чем над 100 фильмами». В 1930-40-е годы Тецлафф добился признания как «талантливый оператор глянцевых чёрно-белых образов, а в конце 1940-х годов после 20 лет работы за объективом он перебрался в режиссёрское кресло, где проявил умение работать в жанре саспенс». Более всего Тецлафф известен как оператор нуарового триллера Альфреда Хичкока «Дурная слава» (1946) и как режиссёр фильма нуар «Окно» (1949).
Лучшими фильмами Тецлаффа как оператора стали главным образом комедии и мелодрамы, такие как «Мой слуга Годфри» (1936), «Лёгкая жизнь» (1937), «Запомни эту ночь» (1940), «Весь город говорит» (1942), «Чем больше, тем веселее» (1943) и «Зачарованный дом» (1945). Как режиссёр Тецлафф снимал преимущественно фильмы нуар и приключенческие фильмы, лучшие из которых — «Отбросы общества» (1947), «Борьба отца Данна» (1948), «Джонни Аллегро» (1949) и «Под прицелом» (1951).
За фильм «Весь город говорит» (1942) в 1943 году Тецлафф был номинирован на Оскар за лучшую чёрно-белую операторскую работу. Фильм Тецлаффа «Окно» (1949) был номинирован на БАФТА как лучший фильм.

## Ранние годы
Тед Тецлафф родился 3 июня 1903 года в Лос-Анджелесе, его отцом был автогонщик и каскадёр Тедди Тецлафф-старший, сыгравший в нескольких немых гоночных фильмах 1919—1922 годов с участием популярного актёра Уоллеса Рейда. После развода родителей Тецлафф-младший жил с матерью.
Тецлафф пришёл в кинобизнес как лаборант, затем стал ассистентом оператора, а в 1926-27 годах работал уже одним из операторов на полудюжине небольших фильмов.

## Карьера в качестве кинооператора (1928—1946)
В 1928 году Тецлафф перешёл на студию «Коламбиа», где стал много работать, снимая не менее чем по десять фильмов ежегодно на протяжении 1929—1931 годов.
В 1928 году Тецлафф начал работать с подававшим большие надежды режиссёром Фрэнком Капрой, сняв для него три фильма — комедийную детективную драму с Дугласом Фэрбэнксом-младшим «Власть прессы» (1928), криминальную комедию «Дело Донована» (1929) и мыльную оперу «Молодое поколение» (1929).
«Тацлафф стал регулярно работать с хорошими контрактными режиссёрами, такими как Рой Уильям Нил на политическом шпионском триллере „За закрытыми дверьми“ (1929), Эрл С. Кентон на послевоенной криминальной драме „Последний парад“ (1931)» и Говард Хоукс на тюремной драме «Криминальный кодекс» (1931).
В 1932 году Тецлафф снял свою первую значимую романтическую комедию — «Три умницы» (1932) с участием Джин Харлоу, положив начало многолетней работе в этом жанре, ставшим для него основным вплоть до начала 1940-х годов.
В 1934 году Тецлафф начал работать с поднимавшейся звездой Кэрол Ломбард, которую «Коламбиа» взяла в аренду у студии «Парамаунт» для съёмок в мелодраме «Краткое мгновение» (1933) и романтической комедии «Леди по выбору» (1934).
В конце 1934 года Тецлафф сам перешёл на «Парамаунт», где «вскоре снова стал работать с Ломбард, ставшей к тому времени настоящей звездой», на таких фильмах, как танцевальная мелодрама «Румба» (1935) с Джорджем Рафтом и особенно приятная романтическая комедия «Руки на столе» (1935), где её партнёром был Фред Макмюррей. Ломбард взяла Тецлаффа с собой, когда её отдали в аренду на студию «Юнивёрсал» для съёмок в великолепной эксцентрической комедии «Мой слуга Годфри» (1936) с участием Уильяма Пауэлла, где «глянцевые образы Тецлаффа сыграли существенную роль в усилении комического эффекта фильма».
В 1936-38 годах Тецлафф стал снимать более дорогие картины категории А, в том числе с Ломбард. В этот период он снял «очаровательную комедийную актрису» ещё в пяти фильмах, среди них комедийная детективная мелодрама «Принцесса пересекает океан» (1936) с Макмюрреем, комедия «Любовь перед завтраком» (1936), музыкальная мелодрама «Взлёты и падения» (1937) вновь с Макмюрреем, комедия «Чистосердечное признание» (1937) с Макмюррем и романтическая комедия «Скандал дураков» (1938).
Успешными работами Тецлаффа также стали романтическая комедия «Лёгкая жизнь» (1937) с Джин Артур, романтическая комедия «Запомни эту ночь» (1940) с Барбарой Стэнвик и МакМюрреем, музыкальная комедия «Ритм реки» (1940) с Бингом Кросби, приключенческая музыкальная комедия «Дорога в Занзибар» (1941) с Кросби и Бобом Хоупом, а также романтическая фэнтези-комедия «Я женился на ведьме» (1942) с Вероникой Лейк и Фредриком Марчем.
Тецлафф проработал на «Парамаунт» вплоть до 1941 года, прежде чем отправиться на воинскую службу. В конце своего пребывания на «Парамаунт» Тецлафф предпринял свою первую попытку в режиссуре, но его посвящённая Голливуду комедия «Мировая премьера» (1941), «несмотря на некоторые интересные моменты, была скорее безумной, чем смешной».
В 1942 году Тецлафф успел поработать на студии «Коламбиа», сняв две чрезвычайно успешные романтические комедии с Джин Артур — «Весь город говорит» (1942), где её партнёром был Кэри Грант, и «Чем больше, тем веселее» (1943) с Джоэлом Маккри и Чарльзом Коберном, а также музыкальную комедию «Ты никогда не была прекрасней» (1942) с Ритой Хейворт и Фредом Астером и романтическую комедию «Леди хочет» (1942) с Марлен Дитрих и МакМюрреем.
С началом Второй мировой войны Тецлафф пошёл в армию, где дослужился до звания майора. Вернувшись к гражданской жизни, он подписал контракт со студией «РКО» и снова стал работать оператором. В 1945 году он снял успешную послевоенную мелодраму режиссёра Джона Кромвелла «Зачарованный коттедж» (1945) с Дороти МакГуайр и Робертом Янгом в главных ролях.
Его следующая операторская работа, нуаровый шпионский триллер Альфреда Хичкока «Дурная слава» (1946), стала одной из лучших в карьере Тецлаффа. «Фильм продемонстрировал идеальное взаимодействие режиссёра и оператора, где для передачи ощущения захватывающей сети интриг был использован точный приглушённый свет, плавное движение камеры и субъективный кадр». Фильм оказал заметное влияние на последующее творчество Тецлаффа как режиссёра, особенно, на его фильм «Окно» (1949). «Дурная слава» стал последним фильмом Тецлаффа в качестве оператора.

## Карьера в качестве режиссёра (1947—1959)
В 1947 году Тецлафф стал кинорежиссёром, поставив двенадцать фильмов за последующие двенадцать лет.
Первой заметной режиссёрской работой Тецлаффа стала приключенческая комедия «Отбросы общества» (1947) с участием Пэта О’Брайена и Вальтера Слезака, посвящённая охоте за картой новых нефтяных месторождений в Перу. Затем последовала серьёзная биографическая драма «Борьба отца Данна» (1948), вновь с О’Брайеном в главной роли, в которой рассказывается о работе священника по обеспечению нищих детей-разносчиков газет собственным жильём в Сент-Луисе 1905 года.
«После пробы сил на этих картинах, Тецлафф добился отличного результата с леденящим кровь фильмом нуар „Окно“ (1949) о мальчике, который любил рассказывать небылицы и потому ему никто не поверил, когда он стал свидетелем реального убийства». Очевидно, что Тецлафф при работе над фильмом многое взял у Хитчкока. «Этот мрачный, пугающий и полный напряжённости триллер стал мгновенным хитом и завоевал постоянное место в памяти кинозрителей… Он стал одним из немногих важных или заметных фильмов, которые вышли на „РКО“ после Второй мировой войны. Его продолжают регулярно демонстрировать на кинопросмотрах в кинотеатрах старых фильмов, он имеет успех на видео и широко признан как классика».
В фильме нуар «Опасная профессия» (1949) с участием Джорджа Рафта, Эллы Рейнс и Пэта О’Брайена, в котором бывший коп, занимающийся освобождением задержанных под залог, влюбляется в жену одного из своих клиентов, а после его убийства начинает расследование.
Тецлафф оставался на «РКО» вплоть до начала 1950-х годов, и позднее работал как фрилансер вплоть до 1959 года. В 1949 году студия «Коламбиа» выпустила фильм нуар Тецлаффа «Джонни Аллегро» (1949), в котором Департамент казначейства США внедряет своего агента под прикрытием (Джордж Рафт) в мафиозную структуру, главарь которой (Джордж Макреди) задумал устроить в экономике страны хаос, наводнив её фальшивой валютой.
«Тецлафф снимал только фильмы категории В или фильмы категории А со скромным бюджетом, одним из лучших из них была драма „Белая башня“ (1950) о приключениях в швейцарских Альпах», главные роли в которой исполнили Клод Рейнс, Гленн Форд и Алида Валли. В 1950 году Тецлафф поставил фильм нуар «Игральный дом» (1950) с Виктором Мэтьюром и Уильямом Бендиксом, а год спустя — нуаровый триллер о бегстве из тюрьмы «Под прицелом» (1951) с Ричардом Конте, Одри Тоттер и Сэмом Джаффе. На следующий год Тецлафф поставил вестерн «Сокровища затерянного каньона» (1952) с Уильямом Пауэллом в главной роли, а затем триллер об обезвреживании бомбы в поезде «Часовая бомба» (1953) с Гленном Фордом. «Эти картины продемонстрировали то же восхитительное мастерство, которым отмечены его лучшие операторские работы».
Тецлафф так и не смог повторить успех фильма «Окно» ни в одном из последующих фильмов, и ушёл из кино в конце 1950-х годов.

## Смерть
Тед Тецлафф умер 7 января 1995 года в Сосалито, Калифорния.

## Фильмография

### Как кинооператор
- 1926 — Молодец / Atta Boy
- 1926 — Солнечное сияние райской аллеи / Sunshine of Paradise Alley
- 1927 — Нетерпеливые губы / Eager Lips
- 1927 — Рэгтайм / Ragtime
- 1927 — Поли из кино / Polly of the Movies
- 1927 — Божья коровка / The Ladybird
- 1928 — Товарищи / Comrades
- 1928 — Клетка дьявола / The Devil’s Cage
- 1928 — На ничейную землю / Into No Man’s Land
- 1928 — Ангел в маске / The Masked Angel
- 1928 — Насмешка жизни / Life’s Mockery
- 1928 — Стукач / Stool Pigeon
- 1928 — Власть прессы / The Power of the Press
- 1928 — Апач / The Apache
- 1929 — Жулик / The Faker
- 1929 — За закрытыми дверьми / Behind Closed Doors
- 1929 — Младшее поколение / The Younger Generation
- 1929 — Дело Донована / The Donovan Affair
- 1929 — Отец и сын / Father and Son
- 1929 — Летающий морпех / The Flying Marine
- 1929 — Лёгкие пальцы / Light Fingers
- 1929 — Ураган / Hurricane
- 1929 — Оправданный / Acquitted
- 1929 — Уолл Стрит / Wall Street
- 1929 — Мексиканская роза / Mexicali Rose
- 1930 — Композитор / Melody Man
- 1930 — Личность / Personality
- 1930 — Виновен? / Guilty?
- 1930 — Королевский роман / A Royal Romance
- 1930 — Бриллиантовый принц / Prince of Diamonds
- 1930 — Солдаты и женщины / Soldiers and Women
- 1930 — Сестры / Sisters
- 1930 — Адский остров / Hell’s Island
- 1930 — Визгун / The Squealer
- 1930 — Ради любви к Лил / For the Love o' Lil
- 1930 — Молодчина Дэвид / Tol’able David
- 1931 — Криминальный кодекс / The Criminal Code
- 1931 — Последний парад / The Last Parade
- 1931 — Мститель / The Avenger
- 1931 — Летящий как молния / Lightning Flyer
- 1931 — Техасский рейнджер / The Texas Ranger
- 1931 — Борющийся шериф / The Fighting Sheriff
- 1931 — Хорошая плохая девушка / The Good Bad Girl
- 1931 — Аризона / Arizona
- 1931 — Опасное дело / A Dangerous Affair
- 1931 — Мужчины в её жизни / Men in Her Life
- 1932 — Три умницы / Three Wise Girls
- 1932 — За маской / Behind the Mask
- 1932 — Любовный роман / Love Affair
- 1932 — Высокая скорость / High Speed
- 1932 — Адвокат / Attorney for the Defense
- 1932 — Голливуд говорит / Hollywood Speaks
- 1932 — С чьей руки? / By Whose Hand?
- 1932 — Ночной мэр / The Night Mayor
- 1932 — Леди из ночного клуба / The Night Club Lady
- 1932 — Этот спортивный возраст / This Sporting Age
- 1932 — Вашингтонская карусель / Washington Merry-Go-Round
- 1932 — Мужчина против женщины / Man Against Woman
- 1933 — Дитя Манхэттена / Child of Manhattan
- 1933 — Солдаты шторма / Soldiers of the Storm
- 1933 — Искатель приключений / Thrill Hunter
- 1933 — Профессия Энн Карвер / Ann Carver’s Profession
- 1933 — Краткое мгновение / Brief Moment
- 1933 — День расплаты / Day of Reckoning
- 1933 — Леди должны вести себя правильно / Should Ladies Behave
- 1934 — Беглые любовники / Fugitive Lovers
- 1934 — Его величайшая игра / His Greatest Gamble
- 1934 — Леди по выбору / Lady by Choice
- 1934 — Трансатлантическая карусель / Transatlantic Merry-Go-Round
- 1934 — Ритм колледжа / College Rhythm
- 1935 — Румба / Rumba
- 1935 — Париж весной / Paris in Spring
- 1935 — Прощание в Аннаполисе / Annapolis Farewell
- 1935 — Руки на столе / Hands Across the Table
- 1936 — Таинственная леди / Lady of Secrets
- 1936 — Любовь перед завтраком / Love Before Breakfast
- 1936 — Принцесса пересекает океан / The Princess Comes Across
- 1936 — Мой слуга Годфри / My Man Godfrey
- 1936 — Убийство с картинками / Murder with Pictures
- 1936 — Девушка в укрытии / Hideaway Girl
- 1937 — Взлёты и падения / Swing High, Swing Low
- 1937 — Выключите Луну / Turn Off the Moon
- 1937 — Ночь в Манхеттене / Night in Manhattan (короткометражка)
- 1937 — Лёгкая жизнь / Easy Living
- 1937 — Софи Лэнг едет на Запад / Sophie Lang Goes West
- 1937 — Чистосердечное признание / True Confession
- 1938 — Скандал дураков / Fools for Scandal
- 1938 — Каникулы в тропиках / Tropic Holiday
- 1938 — Художники и модели за границей / Artists and Models Abroad
- 1938 — Том Сойер, детектив / Tom Sawyer, Detective
- 1939 — Арест Бульдога Драммонда / Arrest Bulldog Drummond
- 1939 — Клубное общество / Cafe Society
- 1939 — Прожигатели жизни / Man About Town
- 1939 — Медовый месяц на Бали / Honeymoon in Bali
- 1940 — Запомни эту ночь / Remember the Night
- 1940 — Сафари / Safari
- 1940 — Ритм на реке / Rhythm on the River
- 1940 — Я хочу развестись / I Want a Divorce
- 1940 — Люби соседа своего / Love Thy Neighbor
- 1941 — Безумный доктор / The Mad Doctor
- 1941 — Ты тот единственный / You’re the One
- 1941 — Дорога в Занзибар / Road to Zanzibar
- 1941 — Попрощайся с мальчиками / Kiss the Boys Goodbye
- 1942 — Так хочет леди / The Lady Is Willing
- 1942 — Весь город говорит / The Talk of the Town
- 1942 — Я женился на ведьме / I Married a Witch
- 1942 — Ты никогда не была восхитительнее / You Were Never Lovelier
- 1943 — Чем больше, тем веселее / The More the Merrier
- 1945 — Очарованный коттедж / The Enchanted Cottage
- 1945 — Это милое очарование молодости / Those Endearing Young Charms
- 1946 — Дурная слава / Notorious

### Как кинорежиссёр
- 1941 — Мировая премьера / World Premiere
- 1941 — Шикарный парень / Glamour Boy (в титрах не указан)
- 1947 — Отбросы общества / Riffraff
- 1948 — Борьба отца Данна / Fighting Father Dunne
- 1949 — Джонни Аллегро / Johnny Allegro
- 1949 — Окно / The Window
- 1949 — Опасная профессия / A Dangerous Profession
- 1950 — Белая башня / The White Tower
- 1950 — Игорный дом / Gambling House
- 1951 — Под прицелом / Under the Gun
- 1952 — Сокровище затерянного каньона / The Treasure of Lost Canyon
- 1953 — Часовая бомба / Time Bomb
- 1955 — Сын Синдбада / Son of Sinbad
- 1956 — Семь чудес света / Seven Wonders of the World
- 1959 — Молодая земля / The Young Land